# Heidenatuurpark
Het Heidenatuurpark is een grensoverschrijdend natuurgebied in Nederlands Zuid-Limburg en het Duitse Kreis Heinsberg. Het gebied ligt in de Duitse gemeenten Gangelt, Geilenkirchen en Übach-Palenberg en de Nederlandse gemeenten Landgraaf, Heerlen, Brunssum en Beekdaelen.

## Deelgebieden
Het Heidenatuurpark bestaat uit meerdere natuurgebieden samen die samen een oppervlakte hebben van 2.100 hectare. Het gebied omvat:
- Natuurpark Roode Beek
- Schinveldse Bossen
- Teverener Heide (450 hectare)[3]
- Brandenberg (30 hectare)[4]
- Brunssummerheide (522 hectare)[4]
- Schutterspark

## Barrières
Tussen de verschillende deelgebieden zijn er door de tijd allerlei barrières ontstaan waardoor dieren niet meer gemakkelijk in de naburige gebieden konden komen en er inteelt kan ontstaan. Een van de barrières is de Buitenring Parkstad Limburg. Om dit te verminderen zijn er onder andere twee natuurbruggen aangelegd. De Natuurbrug Feldbiss is aangelegd over de buitenring en verbindt de Brunssummerheide met de Brandenberg. De Natuurbrug Heidenatuurpark is aangelegd over de Europaweg-Noord en verbindt de Brandenberg met de Teverener Heide.
Tussen het Schutterspark en de Brunssummerheide bestond er lange tijd een knelpunt door de overkluizing van de Roode Beek voor de Steenberg Emma-Hendrik. In 2016 werd dit knelpunt opgeheven door het afgraven van een deel van de steenberg, waardoor de Roode Beek weer vrij kan meanderen.

## Landschap
Het natuurpark ligt in het Bekken van de Roode Beek, op de Geilenkirchener Lehmplatte en in het Bekken van Heerlen. Van zuid naar noord loopt de Roode Beek door het gebied.